# Майзеліс Захар Олександрович
Захар Олександрович Майзеліс — український фізик-теоретик і педагог, спеціаліст з квантової механіки, професор Харківського національного університету імені В. Н. Каразіна, Заслужений вчитель України (2018). Керівник шкільних і студентських команд, які регулярно посідають призові місця на Міжнародних турнірах юних фізиків і Міжнародних турнірах фізиків. Тренер школярів, які стають призерами Міжнародних олімпіад з фізики.

## Біографія
Народився 5 травня 1984 року. Навчався в Харківському ліцеї № 161 «Імпульс», успішно виступав на олімпіадах, був призером Міжнародної олімпіади з фізики. 2001 року закінчив ліцей і поступив на фізичний факультет Харківського національного університету імені В. Н. Каразіна.
2006 року закінчив фізичний факультет Харківського університету. В наступні роки працював на кафедрі теоретичної фізики фізичного факультету асистентом (2006—2011), доцентом (2012—2021), професором (з 2021). З 2012 працює старшим науковим співробітником у відділі радіофізики твердого тіла Інституту радіофізики та електроніки імені О. Я. Усикова НАН України.
У 2009 році захистив кандидатську дисертацію «Неадитивні властивості скінченних одновимірних Ізингових ланцюгів з дальньою взаємодією», у 2021 — докторську дисертацію «Поширення, взаємодія і декогеренція мод у нелінійних квантових системах».

## Викладання
На фізичному факультеті Харківського університету веде курси класичної механіки та основ теорії квантової інформації. Веде фізичні гуртки в Харківському ліцеї № 161 «Імпульс».
На Харківському міському турнірі юних фізиків команда ліцею № 161 «Імпульс» під керівництвом Майзеліса щороку з 2014 року посідала перше місце, потім майже завжди перемагала на Всеукраїнських турнірах юних фізиків і представляла Україну на Міжнародних турнірах юних фізиків. На Міжнародних турнірах 2018, 2019, 2021, 2022 і 2023 років команда виборювала 2-й диплом (до цього команда України тільки одного разу здобувала 2-й диплом цього турніру — 1993 року), а 2024 року вперше в історії України здобула 1-й диплом.
Студентські команди Харківського університету під керівництвом Захара Майзеліса вигравали Всеукраїнські студентські турніри фізиків 2016/17, 2017/18, 2018/19, 2020/21 навчальних років і потім представляли Україну на Міжнародному турнірі фізиків. Зокрема, у 2017 році команда під керівництвом Майзеліса посіла перше місце на Міжнародному турнірі фізиків у шведському Гетеборзі.

## Відзнаки
- Заслужений вчитель України (2018)